# Rurik Holm

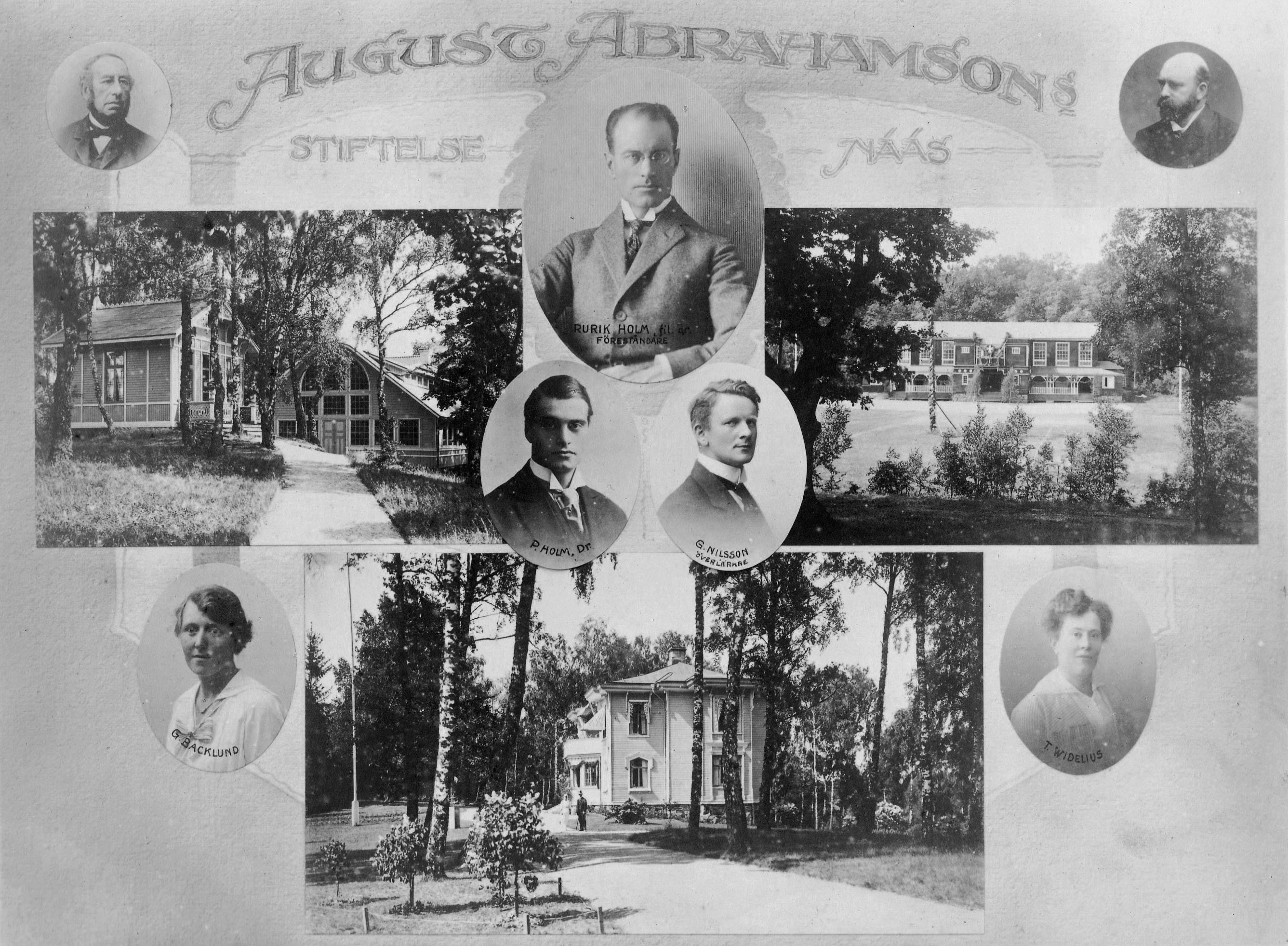
Nääs ledning 1919 med föreståndare Rurik Holm men också brodern Pelle Holm.

Quintus Rurik Sten Ture Holm, född 1 januari 1877 i Väsby socken i Malmöhus län, död 22 juni 1947, var en svensk historiker. Han var bror till Albin och Pelle Holm.
Holm blev filosofie doktor i Lund 1906, teologie doktor 1918 och docent i historia 1906. Han var folkskoleinspektör i Göteborg 1908–1913. År 1913 blev han föreståndare för August Abrahamsons stiftelse på Nääs. Holm var ordförande i Göteborgs F-båtskommitté 1912 och även värvare av frivilliga till finska inbördeskriget 1918. Han var även ledamot av styrelsen i Föreningen Norden 1919–1943.